# Albești (okręg Jałomica)
Albești – wieś w Rumunii, w okręgu Jałomica, w gminie Albești. W 2011 roku liczyła 675 mieszkańców.